# Keidō Fukushima

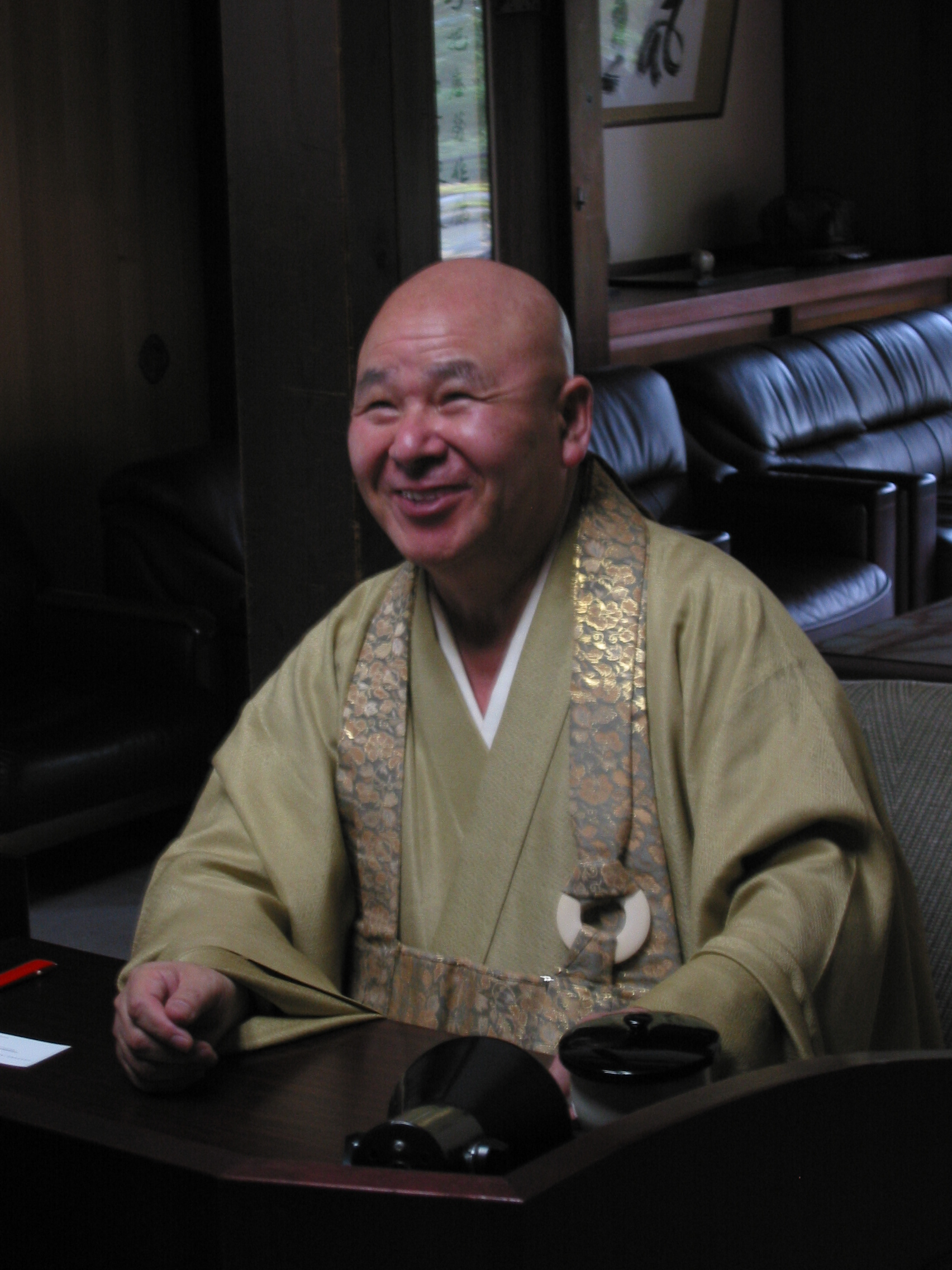
Keidō Fukushima

Keidō Fukushima (jap. 福島 慶道, Fukushima Keidō; * 1933; † 1. März 2011) war ein japanischer Zen-Meister der Rinzai-Schule (Roshi), der dem Tōfuku-ji in Kyōto als Abt vorstand. Er wurde mit 14 Jahren zum Mönch ordiniert und absolvierte seine Lehrjahre unter Boro Okada und Zenkei Shibayama. Unter seiner Leitung nahmen auch einige Nicht-Japaner an den Übungen im Tōfuku-ji teil, darunter der US-Amerikaner Jeff Shore und Muhō Nölke, der aus Deutschland stammende ehemalige 9. Abt (2002 – 2020) des Antaiji.

## Bibliographie
- Keido Fukushima, Fumi Dan: Tōfukuji. Tankōsha, 2006, ISBN 4-473-03353-8
- Keido Fukushima: Ima koko o mushin ni ikiru. Shunjūsha, 2005, ISBN 4-393-14407-4
- Keido Fukushima: Hokkugyō no kokoro. Shunjūsha, 2001, ISBN 4-393-14397-3
- Keido Fukushima: Mushin no satori. Kōyūken kōenroku. Shunjūsha, 1998, ISBN 4-393-14391-4
- Keido Fukushima, Li Gao: Chan shi wu di zong jiao. Geng you xuan fa yu. Hebei jiao yu chu ban she, Shijiazhuang 1996, ISBN 7-5434-2710-9
- Keido Fukushima: Zen wa mu no shūkyō. Kōyūken hōwashū. Hakujusha, 1994, ISBN 4-8263-0071-9